# Jennifer Jostyn
Jennifer Jostyn (Boston, 11 november 1968) is een Amerikaanse actrice.

## Biografie
Jostyn doorliep de high school aan de Walnut Hill School for the Performing Arts in Natick.
Jostyn begon in 1988 met acteren in de film Vampire on Bikini Beach, hierna speelde zij nog meerdere rollen in films en televisieseries.

## Filmografie

### Films
- 2014 The Opposite Sex - als Regina
- 2011 Conception – als Gwen
- 2005 The Life Coach – als Sunshine Hilton
- 2004 Rancid – als rechercheur Olsen
- 2003 Remembering Charlie – als ??
- 2003 Maximum Velocity – als Karen Briggs
- 2003 Written in Blood – als Stacy
- 2003 Dr. Benny – als Becky
- 2003 House of 1000 Corpses – als Mary Knowles
- 2001 Focus – als Sidney
- 1999 A Perfect Little Man – als Mindy
- 1999 Vanished Without a Trace – als Karen
- 1999 What We Did That Night – als Cloe Larson
- 1998 Telling You – als Beth Taylor
- 1998 Deep Impact – als Mariette Monash
- 1998 Circles – als Kelly Garner
- 1998 Milo – als Claire Mullins
- 1997 Cold Around the Heart – als serveerster Inez
- 1997 The First to Go – als Terry
- 1997 Midnight Blue – als Barbara
- 1995 The Brothers McMullen – als Leslie
- 1990 Omega Cop – als Zoe
- 1988 Vampire on Bikini Beach – als Wynette

### Televisieseries
Uitgezonderd eenmalige gastrollen.
- 2003 ER – als prothese maakster – 2 afl.

- International Standard Name Identifier: 0000 0001 1907 9482
- Library of Congress Control Number: n2011023593
- Virtual International Authority File: 170223267
- WorldCat: E39PBJht8TxRf4XJJDcgT3V6Kd